# Катастрофа Boeing 707 под Арлингтоном
Катастрофа Boeing 707 под Арлингтоном — авиационная катастрофа, произошедшая в понедельник 19 октября 1959 года в окрестностях Арлингтона (штат Вашингтон). Пассажирский самолёт Boeing 707-227 выполнял последний испытательный полёт перед передачей заказчику, когда во время очередного манёвра у него отделились три двигателя, поэтому экипаж был вынужден совершить посадку в долине реки, при этом погибли 4 человека.

## Самолёт
Boeing 707-227 с бортовым номером N7071 (заводской — 17691, серийный — 45) был построен 11 июня 1959 года и являлся первым представителем новой модели 227 в семействе B-707, отличаясь от предыдущих использованием более мощных турбореактивных двигателей Pratt & Whitney JT4A-3, развивающих тягу 15 800 фунтов (7200 кг). Единственным заказчиком этой модели была американская авиакомпания Braniff Airways, которая была согласна с задержкой выпуска на 4—5 месяцев, чтобы в итоге получить самолёт более быстрый, чем у конкурентов. Общая наработка борта N7071 перед его последним испытательным полётом составляла 173 лётных часа. Также самолёт уже был оборудован бортовым самописцем, но он был отключён в соответствии с действующими правилами, согласно которым на авиалайнерах бортовые самописцы должны были быть включены только при выполнении обычных пассажирских рейсов.

## Экипаж
Согласно отчёту, в плане полёта были указаны четыре члена экипажа:
- Лётчик-испытатель Рассел Гарри Баум (англ. Russell Harry Baum), 32 года. В Boeing Airplane Company устроился 7 июня 1957 года сперва как лётчик-испытатель, 2 мая 1958 года был повышен до лётчика-испытателя экспериментальных самолётов, имел допуск для полётов на B-707, последнюю проверку проходил 2 июня 1959 года. При обучении на B-707 прошёл 86-часовой курс наземной школы, устройство кабины и системы управления осваивал на военном KC-135 Stratotanker. Коллегами характеризовался как достаточно опытный, имел общий налёт 5015 часов, в том числе 369 часов на B-707.
- Пилот-инструктор Джон Антон Берк (англ. John Anton Berke), 49 лет. В Braniff Airways устроился 15 апреля 1936 года, в апреле 1938 года был повышен до командира самолёта, а 1 января 1958 года — до пилота-инструктора. Последнюю медицинскую комиссию проходил 3 апреля 1959 года. Имел сертификат пилота самолётов типа Douglas DC-3, DC-4, DC-6, DC-7 и Lockheed L-188 Electra, а его общий лётный опыт составлял 23 563 часа. В Boeing Airplane Company прошёл 160-часовой учебный курс на пилота B-707, а роковой полёт был для него первым на данном типе самолёта.
- Пилот-инструктор Манлифф Франклин Стэли-младший (англ. Manliff Franklin Staley, Jr.), 43 года. В Braniff Airways устроился 18 августа 1939 года, 1 ноября 1942 года был повышен до командира самолёта, а 28 августа 1959 года — до пилота-инструктора. Последнюю медицинскую комиссию проходил 23 июня 1959 года. Имел сертификат пилота самолётов типа Douglas DC-3, DC-6, DC-7 и Lockheed L-188 Electra, а его общий лётный опыт составлял 20 450 часов. В Boeing Airplane Company прошёл 160-часовой учебный курс на пилота B-707, а роковой полёт был для него первым на данном типе самолёта.
- Бортинженер Джордж Чарльз Хаген (англ. George C. Hagan), 28 лет. В Boeing Airplane Company был взят 11 мая 1959 года в качестве аналитика лётных испытаний, имел сертификат бортинженера гражданских самолётов. 12 июня 1959 года закончил 152-часовой курс подготовки для наземных инструкторов лётных экипажей, а 27 мая 1959 года прошёл последнюю медицинскую комиссию. По данным на 29 августа 1959 года имел общий налёт 1260 часов, в том числе 90 часов на B-707.

Также на борту находились ещё четыре члена экипажа, но их вписали в план как пассажиров:
- 41-летний Уильям Дж. Аллсопп (англ. William J. Allsopp) — лётчик-испытатель из Boeing Airplane Company;
- 35-летний Уильям Х. Хуебнер-младший (англ. William H. Huebner, Jr.) — инспектор по авиационным перевозкам из управления гражданской авиации;
- 28-летний Альберт К Краузе (англ. William J. Allsopp) — бортинженер из Braniff Airways;
- 39-летний Фред Симмэнк (англ. Fred Symmank) — технический инструктор из Braniff Airways.

## История полёта

### Предшествующие обстоятельства
На 19 октября 1959 года самолёт полностью завершил испытательные полёты для сертификации новой модели, данный полёт был приёмочный, чтобы показать представителям заказчика, как самолёт отвечает требованиям, а также в нём должно было проводиться обучение пилотов авиакомпании. Согласно поданному плану, борт N7071 должен был выполнить 5-часовой полёт по правилам полётов по приборам (ППП), а время вылета было указано как 13:30 PST; общий вес лайнера составлял 208 000 фунтов (94 300 кг), а центровка — 26,5 % САХ. Однако незадолго перед вылетом план полёта был изменён — вместо 5-часового по ППП теперь это был визуальный полёт длительностью 4 часа 15 минут. Баум, который был командиром экипажа, сидел в правом кресле (на месте второго пилота), Берк, для которого это был первый полёт на B-707, сидел в левом, а Краузе выполнял обязанности бортинженера. С 8 людьми на борту «Боинг» вылетел из аэропорта Округ-Кинг.
В регионе в это время был тонкий слой переменной облачности высотой 4000 футов (1200 м) и он не мог повлиять на выполнение полёта. После взлёта Баум выполнил несколько манёвров, которые затем повторил Берк, также заодно были сделаны несколько «голландских шагов» в полётной конфигурации, чтобы продемонстрировать особенности реактивного самолёта со стреловидным крылом в восстановлении поперечной устойчивости. Далее скорость полёта была снижена до 155 уз (287 км/ч), а закрылки выпустили на 30°, после чего пилот Берк также стал отрабатывать «голландский шаг», что Баум одобрил, и даже разрешил выполнять крен более 25°; как позже утверждал инспектор Аллсопп, в этот момент он наклонился к Бауму и напомнил, что максимальный допустимый крен для B-707 — 25°, а при выполнении «голландского шага» — 15°, хотя Баум сам должен был об этом помнить.

### Потеря двигателей
Берк наклонил самолёт влево и затем исправил положение отворотом носа вправо. Далее был сделан уже наклон влево, но крен был уже слишком большим — 40—60°, после чего лайнер стал раскачиваться, кренясь из стороны в сторону с креном около 40—60°. Берк попытался выровнять машину, но та вдруг стала всё сильнее крениться вправо, несмотря на полное отклонение штурвала, а следом подключился Баум, который отклонил левый элерон вверх. Правый крен почти достиг 90°, когда Боинг стал уже поворачиваться влево, причём даже с большей скоростью, нежели вправо. Во время этих манёвров все в кабине услышали звук, словно оторвались двигатели; также рычаги управления двигателями зашли за защёлки, а тросы к ним ослабли. В этот же момент очевидцы на земле услышали звук, словно самолёт проходил звуковой барьер, а затем от летящего в восточном направлении лайнера последовательно отделились три объекта.
Самолёт стал вращаться, перейдя в снижение, но крен сумели исправить, а снижение прекратить, когда вдруг заметили, что отсутствует тяга двигателей № 1, 2 и 4, рычаги их запуска ослабли, а бортинженер доложил, что полностью пропало электропитание. Так как в этот момент все находились в кабине, Хуебнер сбегал в салон, чтобы осмотреть крыло, после чего доложил, что пропали двигатели № 1 и 4 (крайние левый и правый соответственно), оставившие после себя небольшие пожары, а в двигателе № 2 (внутренний левый) пожар и сломано переднее крепление, из-за чего двигатель свисает под углом, направив своё выходное отверстие прямо в крыло. Затем пожар в районе двигателя № 2 усилился, после чего и этот двигатель пропал.
Самолёт уже опустился в облака, при этом был предложен вариант совершить посадку на поверхность находящегося под ними озера Кэвеног, но Баум, который взял на себя управление с момента начала чрезвычайной ситуации, решил найти более подходящую площадку или даже дотянуть до ближайшего аэродрома, поэтому направился вдоль восточного берега озера. В кабине остались только Баум, Берк, Стэнли и Хаган, причём последний теперь выполнял обязанности бортинженера; остальные четверо перебрались в конец салона, где наблюдали, как пожар на месте второго двигателя продолжал усиливаться и уже проел обшивку, из-за чего даже было видно силовую конструкцию крыла. О мощности пожара также говорит тот факт, что позже следы воздействия высокой температуры нашли даже на хвостовом оперении.
Горящая машина, снижаясь, пролетела над восточным берегом озера, затем выполнила широкий левый поворот на курс 110°; в этот же момент раздался шум, похожий на взрыв, после чего шум реактивных двигателей пропал, а слышен был лишь громкий свистящий звук. Очевидцы, которые знали B-707, сообщали, что самолёт в этот момент летел только с одним двигателем, а на месте двигателя № 2 был виден огонь, при этом один из свидетелей даже разглядел, что огонь съел значительную часть задней кромки крыла за собой. Пролетев над западным берегом озера, борт N7071, теряя высоту, продолжил следовать в юго-восточном направлении, пока не достиг реки Дир-Крик (приток реки Стиллагуамиш), после чего плавно повернул направо на курс 230°. Впереди в полутора милях (около 2½ км) вдоль берега тянулась открытая равнина, но самолёт не успел до неё дотянуть всего полмили.

### Катастрофа
На высоте 110 футов (34 м) от земли и практически без крена авиалайнер врезался в дерево на северном берегу реки, а через 400 футов (120 м) на высоте 90 футов (27 м) пролетел ещё через ряд деревьев диаметром 7—13 дюймов (18—33 см), при этом от левого крыла отделился кусок крыла длиной 16 футов (4,9 м). Входя в левый крен, самолёт пересёк речку и стал врезаться в деревья, а левое крыло, прочерчивая по песку борозду, постепенно разрушалось, пока через 1400 футов (430 м) от первого ударенного дерева фюзеляж не врезался в землю. Часть фюзеляжа позади центроплана оторвало и отбросило на середину речки, где она, однако, оказалась защищена от возникшего низового пожара; передняя часть фюзеляжа в свою очередь оказалась уничтожена при ударе о деревья и возникшим пожаром. Все три отделившиеся двигателя также потом нашли и они оказались на удалении от одной до полутора миль от места падения самолёта.
Происшествие случилось на территории фермы Антона и Ады Остлер (англ. Anton and Ada Ostler), однако те не могли подойти к самолёту из-за бушующего пожара и периодических взрывов, поэтому Ада сбегала домой и по телефону сообщила о ситуации шерифу округа Снохомиш, а тот сразу оповестил все аварийно-спасательные службы. Первыми к месту падения прибыли моряки с пожарным оборудованием из местной военно-морской радиостанции Джим-Крик, которые смогли взять пожар под контроль. Хвостовая часть лежала посреди реки, а все четыре человека, находившиеся в ней выжили, хотя и пострадали от шока и переохлаждения; их быстро доставили в местную больницу. Той же ночью в кабине были найдены тела трех человек, при этом они обгорели настолько, что их с трудом смогли опознать; четвёртый погибший был найден в речке, куда его выбросило при разрушении самолёта.
На следующий день в миле от места падения самолёта в лесу нашли один из отделившихся двигателей, затем в полумиле в том же направлении лежал второй, а третий двигатель в том же районе нашли только 26 октября; последний двигатель (№ 3) нашли среди основных обломков самолёта

## Расследование
Все свидетельские показания указывали на то, что отделение трёх двигателей и последовавший за этим пожар были вызваны сильными колебаниями самолёта, возникшими при неверном выходе из «голландского шага». Сами крепления двигателей специально рассчитывались с таким условием, чтобы разрушаться при ненормальной нагрузке, тем самым избегая передачи разрушающих усилий на конструкцию крыла, что и произошло в данном полёте. Компания-изготовитель установила ограничения по крену при выполнении манёвров, в том числе отдельно и для «голландского шага», а лётчик-испытатель, который является главным в экипаже и несёт полную ответственность за безопасность полёта, обязан следить за соблюдением этих ограничений. Однако Рассел Баум по непонятным причинам разрешил выполнять манёвры с превышением установленных ограничений, хотя должен был осознавать, что никаких преимуществ в обучении такое лихачество не даст; более того, он разрешил выполнять рискованные манёвры пилоту, который раньше вообще не сидел за штурвалом этого самолёта.
Позже в ходе общественных слушаний свидетель от компании Boeing сообщит, что в качестве лётчиков-испытателей организация набирает пилотов, имеющих инженерное образование, либо с опытом лётчика-инструктора в вооружённых силах, после чего лётчики дополнительно получают общее образование в наземных школах и лётный опыт под наблюдением инструкторов, а перед назначением на должность испытателя они должны пройти проверку и получить одобрение начальника лётных испытаний, либо его доверенного лица. Конкретно Рассел Баум, как заявил свидетель, прошёл все эти этапы и был полностью подготовлен для выполнения тестового полёта. Относительно пилотов гражданских авиакомпаний, свидетель заявил, что с ними перед началом лётных испытаний в течение длительного времени проводят тренинги по B-707 и учебные курсы в наземной школе, а перед началом полётов проводят инструктаж, где вкратце охватывают всю учебную программу, после чего перед каждым полётом дополнительно проводят инструктаж, в котором поэтапно рассматривают предстоящие манёвры.
Относительно необходимости выполнения «голландского шага», свидетель пояснил, что технику его выполнения отрабатывают на всех крупных самолётах, но особенно он выражен у самолётов со стреловидными крыльями, к которым относится и 707-й. В эксплуатации с ним можно столкнуться, например, во время захода на посадку, когда самолёт следует на небольшой скорости и с высоким коэффициентом подъёмной силы (из-за выпущенной механизации крыла) в условиях турбулентности, при этом он может заставить пилотов нервничать, а пассажиров испытывать небольшой дискомфорт, поэтому желательно обучить экипажи быстро устранять данное явление. Также все пилоты компании Boeing были осведомлены, что при отрабатывании данного манёвра допускался крен не более 15°, а абсолютный максимум — 25°; такие ограничения продиктованы вовсе не прочностными пределами конструкции, а потому что при таких ограничениях манёвр и выход из него можно продемонстрировать на удовлетворительном уровне.
После того, как самолёт потерял три двигателя, закрылки были выпущены на максимальный угол 40°, что привело к «клевку» и опрокидыванию вперёд, поэтому вскоре угол закрылков был снижен до 28°, чтобы элероны работали наиболее эффективно. С выпущенными закрылками тяги одного оставшегося двигателя могло быть достаточно, чтобы дотянуть до ближайшего аэропорта, но тут в дело вмешался пожар на месте второго двигателя, который всё усиливался, вероятно, из-за разрушения топливной системы, и угрожал разрушить конструкцию крыла, приведя тем самым к его отделению, вследствие чего и было принято решение о вынужденной посадке вне аэродрома. Из-за выпущенных закрылков элероны не могли работать полностью, при этом пожар дополнительно постепенно разрушил часть системы управления, из-за чего пилоты потеряли управление внешними элеронами, а обесточивание самолёта после отделения двигателей отключило гидравлическую систему, которая управляет внутренними спойлерами и усилителем штурвала, из-за чего на последний теперь приходилось прикладывать значительные усилия (отсюда и относительно большие радиусы разворотов). Разгоревшийся пожар затем полностью уничтожил левый элерон, поэтому у пилотов теперь для управления креном оставался только правый элерон, эффективность которого была лишь около 7,5 %, и, вероятно, правый спойлер, эффективный на 35 %; также на левом крыле произошло снижение подъёмной силы из-за того, что огонь уничтожил 35 квадратных футов обшивки, под крылом оставался обрубок пилона двигателя, а имеющиеся закрылки значительно обгорели.
Так как двигатель № 3 продолжал работать, то возник разворачивающий момент, который дополнительно увеличивал левый крен, потому его отключили, превратив самолёт в большой планер; из-за этого очевидцы на земле и перестали слышать шум реактивного двигателя. Когда экипаж решил выполнить посадку в долине реки, им не хватило всего полмили, так как был отключен последний двигатель. Затем самолёт врезался в деревья, из-за чего потерял часть левого крыла, а имеющаяся механизация на правом крыле уже не могла парировать ещё больший дисбаланс подъёмной силы, поэтому «Боинг» полностью вышел из-под контроля.

## Причина
Комиссия от Совета по гражданской авиации (CAB) пришла к мнению, что причиной происшествия стал отказ конструкции самолёта, вызванный неверным манёвром при выходе из «голландского шага», в ходе которого были превышены предельные ограничения, установленные компанией.

## Последствия

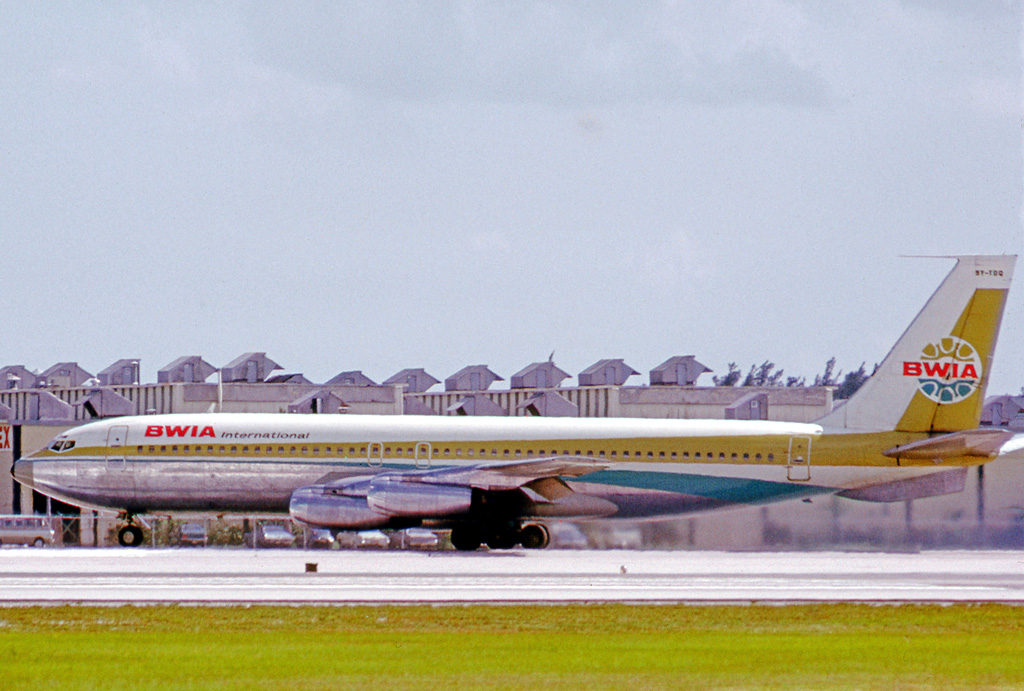
Boeing 707-227 компании BWIA West Indies Airways (борт 9Y-TDQ, бывший N7075 компании Braniff). В задней части фюзеляжа внизу виден дополнительный киль

После катастрофы борта N7071 компания Boeing усилила внимание испытателей на ограничении крена при выполнении манёвров, а также убрала выполнение «голландского шага» при выпущенных закрылках, так как его можно нормально продемонстрировать и при полётной конфигурации; в учебную программу наземных школ вернули информацию о данном манёвре и выходе из него, чтобы стажёры были более подготовлены перед выполнением полётов.
Также в конструкцию самолёта включили отдельную гидравлическую систему усиления руля, увеличили площадь вертикального стабилизатора и добавили под фюзеляжем киль, чтобы улучшить управляемость самолётом на низких скоростях.